# Americardia columbella
Americardia columbella is een tweekleppigensoort uit de familie van de Cardiidae. De wetenschappelijke naam van de soort is voor het eerst geldig gepubliceerd in 2012 door H.G. Lee & Huber.